# ساسکیا ساسن
ساسکیا ساسن (هلندی: Saskia Sassen؛ زادهٔ ۵ ژانویهٔ ۱۹۴۷) یک جامعه‌شناس و اقتصاددان اهل هلند-ایالات متحده آمریکا است.

## زندگی‌نامه
ساسکیا ساسن زاده لاهه است و پدرش روزنامه‌نگار و افسر ارتش آلمان نازی بوده‌است. ساسِـن هم‌اکنون مشغول تدریس در دانشگاه کلمبیا می‌باشد. ساسکیا ساسن را در ایران غالباً به واسطه کتاب «جامعه‌شناسی جهانی شدن» می‌شناسند. ساسن در سال ۲۰۱۳ برنده جایزه آستوریاس در بخش علوم اجتماعی شد. وی این جایزه را به دلیل تلاش‌هایش برای حل معضلات جوامع مدرن و مشکلات شهرنشینی، شایسته دریافت این جایزه دانست. خانم ساسن هم چنین به دلیل تلاش‌های گسترده خود در زمینه حقوق مهاجران و معضلات ناشی از مهاجرت‌های توده وار و گسترده، شایسته دریافت این جایزه معتبر شناخته شده‌است. مهمترین کتابش «شهر جهانی» است